# Lilith
Lilith ist ein altorientalischer weiblicher Dämon sumerischer Herkunft. Wie in der späteren akkadischen Auffassung und in ihrem spätantiken Nachleben wird mit ihr eine negative Konnotation verbunden. Der Name wird heute in verschiedenen Sprachen als Vorname vergeben.
Die Dämonin Lilith wohnte nach sumerischer Überlieferung im Stamm des Weltenbaumes (Heiliger Baum von Eridu). Nachdem dieser jedoch auf Befehl Inannas hin gespalten worden war, floh Lilith in ein unbekanntes Gebiet. In der Folge wurde sie sowohl im alten Orient als auch in späteren Quellen häufig als weibliches geflügeltes Mischwesen dargestellt. Neben mythologischen und magischen Schriften finden sich auch literarische Texte, in denen sie erwähnt wird.
In mesopotamischen Quellen wird Lilith (akkadisch lilītu) meist gemeinsam mit der ebenfalls weiblichen (w)ardat lilî („Dienerin des Windes“, „Windbraut“) und dem männlichen lilû genannt. Die beiden weiblichen Dämonen lassen sich jedoch nicht immer klar unterscheiden. Von allen dreien geht die Gefahr von Krankheit und Tod aus.

## Name
Der sumerische Name des Dämonen lautet KI.SIKIL.LIL.LA bzw. KI-SIKIL-LIL2.LA2.EN.NA und ist wohl mit „reiner Ort des Windes“ zu übersetzen. Außerdem wird der Name mit MUNUS LIL2.LA2 wiedergegeben.
Die deutsche Bezeichnung Lilith entwickelte sich über die akkadische Form lilītu aus der hebräischen Benennung לִילִית lîlît. Darin findet sich die sumerische Wurzel LĺL, die vermutlich mit „Windhauch“ zu übersetzen ist, jedoch ist die genaue Bedeutung umstritten. Bei der Herleitung von לָיִל lājil „Nacht“ bzw. akkadisch līliātum „Abend, Nacht“ handelt es sich um eine Volksetymologie.
Im Jüdisch-Aramäischen wird der Name mit לִילִיתָא lîlîtāʾ wiedergegebenen, im Syrischen mit lilītā und im Mandäischen mit lilit[a].
Alle drei Lil-Geister werden in mesopotamischen Belegen nur selten durch das Zeichen DINGIR als Gottheit ausgezeichnet. Als Ausnahme findet sich in CT 24, 44:146 eine Gleichsetzung von DDIMME.GI(6).GI und li-li-tu. Der Gottesdeterminativ taucht hier jedoch nur in der sumerischen Bezeichnung auf, die sonst akkadisch Lamaštu und nicht Lilitu gelesen wird.
→ siehe auch: Lilith (Vorname)

## Darstellungen im Alten Orient

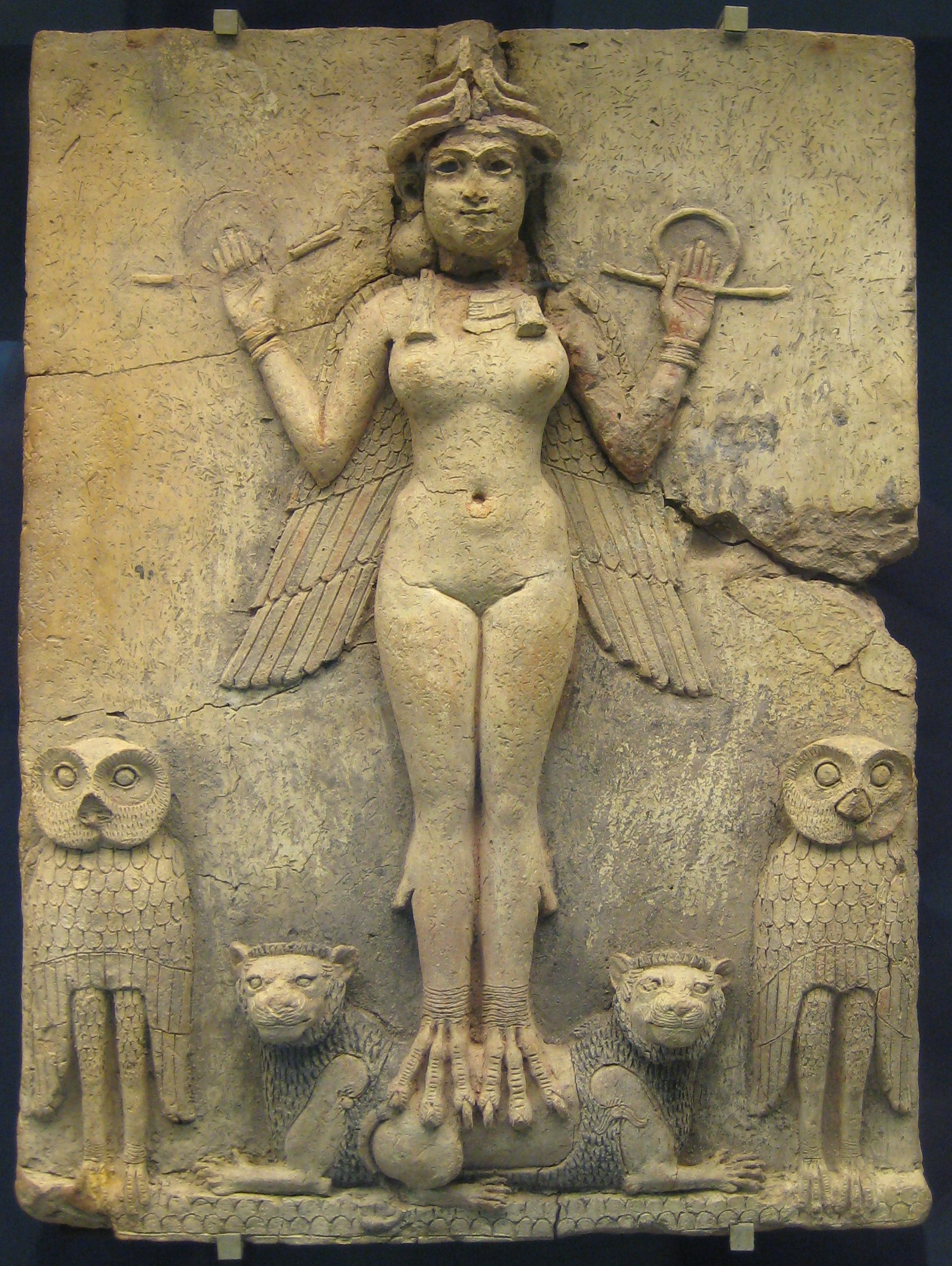
Mögliche Darstellung Liliths oder Ištars auf dem Burney-Relief

Im Zusammenhang mit der Erzählung Inanna und der Hulupubaum ist die Göttin Lildu (Lilith) in dem Stamm des Weidenbaumes wohnend dargestellt. Zusätzlich beherbergt der Huluppu-Baum zwei weitere Wesen, den Anzu-Vogel und die Schlange, die nicht verzaubert werden kann.
Das Burney-Relief zeigt eventuell Lilith mit der vierfachen Hörnerkrone, die sie als Göttin ausweist. Die Echtheit dieses Reliefs lässt sich jedoch nicht nachweisen.
Anstelle menschlicher Füße hat die dargestellte Frau vogelähnliche Krallen. Die herabhängenden Flügel sind das typische Symbol einer Unterweltgottheit. Als Herrschaftssymbol trägt sie Ring und Stab in den Händen. Flankiert von zwei Eulen steht Lilith auf zwei liegenden Löwen. Farbreste bezeugen, dass Lilith ursprünglich einen roten Körper hatte, die Flügel und die Mähnen der Löwen waren schwarz, ein Flügel der Eulen im Wechsel rot und schwarz. Im unteren Bildbereich ist eine doppelte Schuppenreihe zu erkennen, die vermutlich als Symbol für das Totenreich ein Gebirge darstellen. Anzumerken ist, dass das Bild im Gegensatz zu anderen Dämonendarstellungen nicht unheimlich wirkt.
Da es keine Bildbeschriftung gibt, muss offenbleiben, ob es sich um die direkte Darstellung von Lilith bzw. (w)ardat lilî oder um Ištar, möglicherweise in ihrer Manifestation als DNIN.NIN.NA („Herrin der Eulen“) oder DKI.LIL.I (Schutzpatronin der Prostituierten) handelt.

## Mesopotamische Überlieferung
Der älteste bekannte Beleg für einen Lil-Dämon findet sich im sumerischen Epos „Gilgamesch, Enkidu und die Unterwelt“, der ins 3. Jahrtausend v. Chr. datiert wird. Hier bezeichnet KI-SIKIL-LIL2.LA2 („reiner Ort des Windes“) „the shrieking maid, the joyful, the bright queen of heaven“, die in einem Baum wohnt, den Gilgamesch für Inanna fällen soll. Altbabylonisch finden sich nur Belege, die zwei Windgeister nebeneinander nennen. Erst in jüngeren sumerischen Beschwörungen treten lilû, lilītu und (w)ardat lilî zu dritt auf.
Akkadische Texte beschreiben die drei Lil-Geister als zī / āqīqu („Beherrscher der Winde“). Dabei stehen sie auch in einem engen Zusammenhang mit Gefährdung durch Krankheit und Tod. insbesondere an besonderen Lebensübergängen wie der Geburt überfallen sie unerwartet die Menschen. Hervorgehoben wird die sexuelle Konnotation der weiblichen Lil-Geister, die Männer verführen und töten. Ihre Vorliebe für nächtliches Auftreten begründet die volksetymologische Namensdeutung „die Nächtliche“.
Lilith ist unfruchtbar. Sie bringt Neugeborene um, indem sie die Kinder mit dem Gift ihrer Brüste säugt.
Die drei Lil-Geister unterstehen Pazuzu, der das Epitheton „König der Lil, der bösen“ trägt. Sie wohnen in Ruinen, die als gefährliche Orte gelten, die außerhalb der Zivilisation liegen. Ihr Auftreten in biographischen und an geographischen und zeitlichen Grenzsituation zeigt die besondere Gefahr dieser Situationen.

## Aramäische Überlieferungen
Während die keilschriftlichen Zeugnisse zur Lilith-Gestalt vergleichsweise spärlich sind, wächst das Belegmaterial in aramäischen Beschwörungsformeln aus dem spätantiken 5. bis 7. nachchristlichen Jahrhundert Textkorpus beträchtlich an. Das Material besteht in der Regel aus unglasierten Keramik-Zauberschalen und Metallamuletten, überwiegend aus Blei, die im Irak, Iran und teilweise in Nordsyrien gefunden wurden. Eine weitere wichtige Quelle ist die mandäische Dämonenliste auf Bleirollen aus dem Pir Nukraya-Archiv, British Museum, und diverse Einzeldämonengeschichten, die sich um Lilith-Gestalten unterschiedlichster Art ranken.
In dieser Periode tritt die individuelle Gestalt der Lilith häufig in Gruppen auf, gemischt aus männlichen und weiblichen (Lils und Liliths), oder auch nur neutral bezeichnet mit ihrem Stamm.
Hinsichtlich der Charakteristik der spätantiken Lilith-Gestalten lassen sich mehrere Traditionslinien unterscheiden.

### Lilith als Zweig des Dämonenbaums
Ein Traditionsstrang aus der mandäischen Dämonenliste beschreibt die Liliths als Zweige eines auf einem Berg befindlichen Baumes. Dieser Strang verweist möglicherweise zurück auf die Beschreibung im Gilgamesch-Epos, in dem die Lilith im Stamm des huluppu-Baumes haust und nach dessen Fällung in die Steppe vertrieben wird.

### Lilith als Wüstenbewohnerin
Eine aus der hebräischen Bibeltraditionslinie bekannte Lilith-Auffassung findet sich in der mandäischen Dämonenliste wieder, in der eine Lilith-Gestalt auftritt, die als Wüstenbewohnerin charakterisiert ist und deren Wohnort und der ihrer Sippe mit dem iranischen Wüstengebiet um Komiš verbunden wird.

### Lilith als Kindsmörderin
Eine weitere Charakteristik der Lilith findet sich sowohl in der Dämonenliste, als auch in diversen anderen Beschwörungsgeschichten, vornehmlich auf Zauberschalen: die Charakterisierung der Lil/Lilit-Dämonen als Incubus- bzw. Succubus-Dämonen, die des Nachts Menschen heimsuchen und auf vielfältige Art den Kindstod verursachen. In einer anderen Variante haust eine solche Lilith auf der Türschwelle und erschlägt oder erwürgt die Kinder.
Aufgrund dieser Idee wird Lilith als besondere Bedrohung im Zusammenhang mit der Schwangerschaft und Neugeburt wahrgenommen.
Jüdische Textamulette mit den Namen der drei Engel Senoi, Sansenoi, und Semangelo sollten das Kind vor Lilith beschützen. Dies lässt sich auf die Geschichte Liliths zurückführen, in der Gott drei Engel schickt, um Lilith zurück zu Adam zu bringen. Sie sind in dieser Aufgabe ohne Erfolg, aber Lilith gibt zu, geschaffen worden zu sein, um Kindern zu schaden. Dabei verspricht sie, Kinder in Ruhe zu lassen, die den Namen oder Antlitz der drei Engel mit sich tragen.
Ein weiterer jüdischer Brauch aus dem Elsass und Umgebung ist mit dem sogenannten Krasmesser (oder Kreismesser) verbunden. Bereits 1560 wird in einem Text des Rabbiners Naphtali Hirsch ben Elieser Treves ein Brauch erwähnt, bei dem ein Kreis um die gebärende Frau gezogen wird, um sie vor Lilith und Dämonen zu schützen. Dies geschah mit dem Krasmesser, das von der Hebamme oder dem Vater geführt wurde.
Paul Christian Kirchners Beschreibung jüdischer Geburtsbräuche aus dem Jahr 1734 enthält eine Abbildung, die ein Messer oder ein Schwert in der Nähe des Bettes zeigt, und auch Johann Christian Georg Bodenschatz beschreibt ein Schwert in der Nähe der schwangeren Frau im 18. Jahrhundert. Diese Details weisen darauf hin, dass der Brauch weiter ausgeübt wurde. Mündliche Überlieferungen aus Baden-Württemberg aus dem 20. Jahrhundert verweisen ebenfalls auf kreisende Bewegungen mit einem Messer, um eine gebärende Frau vor Lilith zu schützen.
Diese Liliths werden u. a. als Töchter der Zarnay-Lilith beschrieben bzw. mit Namenszusätzen wie Hablat-Lilith, Taklat-Lilith, Bguzan-Lilith, oder Azat-Lilith versehen. Es ist nicht auszuschließen, dass es sich ursprünglich um unterschiedliche Lilith-Gestalten handelt, die später in der mittelalterlichen oder jüdischen Vorstellung vielleicht unter einer Charakteristik zusammengefasst wurden.

## Ugaritische und phönizische Überlieferung
Über die Bedeutung der Lil-Geister in Ugarit lassen sich keine eindeutigen Aussagen treffen, da alle betreffenden Texte durch Beschädigungen Ergänzungen benötigen. Ikonographische Zeugnisse existieren nicht.
Als phönizischer Beleg wird oft ein ins 7. Jh. v. Chr. datiertes Gipstäfelchen aus Arslan Tasch angesehen. Die dargestellte Sphinx mit Spitzhelm und Skorpionschwanz wird dann mit Lilith identifiziert. Liest man die Inschrift in Z. 20 als לילין ljljn, ließe sich ein Hinweis auf Lilith erkennen. Die Bezeichnung wäre dann als Beiname „die Fliegerin“ und nicht als Einführung eines Dämonen zu verstehen. Allerdings ist die Lesung לילין ljljn mit verschiedenen Unsicherheiten belastet, sodass eine Nennung von Lilith hier unwahrscheinlich erscheint.

## Erwähnung in der Hebräischen Bibel
Im hebräischen Alten Testament erscheint das Wort לִילִית lîlît genau einmal, in Jes 34,14 . Die meisten modernen deutschen Bibelübersetzungen lassen das Wort unübersetzt, demgegenüber übersetzt die Septuaginta altgriechisch ὀνοκενταύροι onokentaúroi „Eselskentauren“, während die Vulgata und Hexapla sie mit der Lamia identifizieren. In anderen Übersetzungstraditionen (zum Beispiel Peschitta, der Syro-Hexapla und im Targum Jonathan) werden die übrigen Wüstentiere der Aufzählung durch Geister- und Dämonennamen wiedergegeben. Bemerkenswert ist allerdings, dass die Liliths in der großen Jesaja-Schriftrolle vom Toten Meer, abweichend zu den masoretischen Texten, und auch im Targum Jonathan jeweils im Plural stehen.
| Lilit/Lilith | Gespenst          | Nachtgespenst(er)                                | Kobold           |
| --- | ----------------- | ------------------------------------------------ | ---------------- |
| Einheitsübersetzung Elberfelder Bibel Züricher Bibel Lutherbibel 2017 Gute Nachricht Bibel Schlachter 2000 Neues Leben Bibel Neue evangelistische Übersetzung | Hoffnung für alle | Lutherbibel 1984 BasisBibel Gute Nachricht Bibel | Lutherbibel 1545 |

Die Nennung der Lilith im Alten Testament ist erstaunlich.
Beim Text in Jes 34,11–15  handelt es sich um einen literarisch sorgfältig komponierten Text, der wohl der späteren schriftgelehrten Prophetie zuzuordnen ist. In einer prophetischen Rede wird geschildert, wie Edom vernichtet wird. Dabei wird beschrieben, welche unheimlichen und gefährlichen Tiere die Ruinen des Landes bevölkern und damit unbewohnbar machen. Neben Eulen und Geiern, Strauß, Schakal und Schlange, Wüstentieren, Heuler und Bock wird auch Lilith als Verkörperung der menschlichen Antigesellschaft genannt. Die vorherigen Beschreibungen der Ödnis Babylons (Jes 13,21 f.  und Jer 50,39 ) werden gesteigert. Aus diesen drei Textstellen nennt lediglich Jes 34,14  einen konkreten Namen, nämlich Lilith. Ihre Tätigkeit ist dabei jedoch klar abgegrenzt: Lilith dient nur zur Schilderung des Bereichs, der zur menschlichen Antigesellschaft gehört. Darüber hinaus nimmt sie keine eigenständigen Funktionen wahr und hat keinen Anteil an der Vernichtung Edoms. Diese ist allein dem Wirken JHWHs zuzuschreiben. Nur als sekundäre Folge des göttlichen Handelns besiedeln Lilith und die Tiere die Ruinen.
Hintergründig wird auch auf die Gefahr Liliths angespielt: Die Vögel, insbesondere die Eulen, sind mit der Unterwelt verbunden, Strauß und Schakal stehen symbolisch für Verwüstung und Klage, Wüstentiere, Heuler und Bock gehören zur Topographie der Verwüstung. Auch das Verhalten der Schlange und des Geiers – die Giftigkeit und das schnelle Zupacken – lassen den Charakter der Lilith anklingen. So wird durch die Nennung im Verbund dieser Tiere deutlich, dass von Lilith eine tödliche Gefahr ausgeht.
Eine sichere Begründung, warum es in Jes 34 zur Nennung Liliths kam, lässt sich nicht finden. Mögliche Anknüpfungspunkte bieten der Aufenthalt der mesopotamischen Lil-Geister in den Ruinen sowie die Verbindung zu Babylon durch die Verarbeitung von Jes 13 und Jer 50. Im Gegensatz zur mesopotamischen Darstellung wird Lilith in der Bibel lediglich als peripherer Geist zwischen anderen Trümmerbewohnern beschrieben, die Ruinen zu für Menschen unbewohnbaren Orten machen. Sie agiert nicht als Dämon und hat den ausgeprägten sexuellen Charakter verloren.

## Rabbinisches Judentum und Kabbala
Die spätantiken Vorstellungen über die Dämonin Lilith, wie sie zum Teil auch in den kontemporären aramäischen Zauberschalen auftreten, lassen sich unter anderem in den hebräischen und aramäischen Passagen des Babylonischen Talmud nachweisen. In Erubin 100b findet sich teilweise eine Beschreibung, wie sie in vielen Illustrationen auf Zauberschalen nachzuweisen ist: „Sie läßt wie die Lilith das Haar wachsen, sie setzt sich danieder und läßt Wasser wie Vieh, und sie dient ihrem Mann als Matratze“; in Nidda 24b wird sie als eine Fehlgeburt in der Erscheinung einer Lilith beschrieben, die die Frau in diesem Falle unrein macht; in Schabbat 151b wird auf ihre Funktion als Incubus- oder Succubus-Dämonin verwiesen („Es ist verboten, im Haus allein zu schlafen, und jeder, der im Haus allein schläft, ergreift die Lilith“); in Baba Batra 73a wird Ahriman, ein ehemaliger awestischer Dämon bzw. Hormozd, als ihr Sohn genannt.
Im Targum zu Ps 91  wird Lilith mit dem „Schrecken der Nacht“ identifiziert. Das Targum Pseudo-Jonathan schließt an den aaronitischen Segen zu Numeri an: „Möge der Herr dich segnen in allen deinen Taten und dich schützen vor (den Dämonen) der Nacht und vor Dämonen, die dich in Angst versetzen, und vor Mittagsdämonen und Morgendämonen und vor Zerstörern und Nachtdämonen.“
Unterschiedliche Manifestationen der Lilith sind die Mütter zahlreicher Dämonen. Sie frisst auch ihre eigenen Kinder, wenn sie keine anderen findet.
Im Alphabet des Ben Sira (9. bis 10. Jh. n. Chr.) wird Lilith als „erste Eva“ bezeichnet. Nachdem sie sich weigerte, sich Adam (sexuell) unterzuordnen, fliegt sie von drei Engeln verfolgt ans Rote Meer und nimmt dabei in Kauf, dass als Strafe für die Trennung von Adam täglich hundert ihrer Kinder (Dämonen) sterben. Dabei lehnt das Alphabet sich an eine Legende aus der Midrasch-Literatur an, die davon berichtet, dass Adam nach seiner Trennung von Eva mit einer Lilith namens Piznai Dämonen zeugt.
In der Kabbala wird Lilith als Gegenstück zur Schechina legendenhaft ausgestaltet. Sie gilt als Mischwesen aus Frau und Schlange und wird mit einer der Frauen in 1 Kön 3,16–28  oder der Königin von Saba identifiziert, deren dämonisches Wesen Salomo an ihren Hufen erkennt. Zwischen der älteren Lilith als Gegenüber zu Samael und der jüngeren Lilith, der Frau des Aschmodai ist zu unterscheiden. Lilith wird auch mit dem Leviathan verbunden.
In jüdisch-feministischer Theologie wird Lilith im Midrasch als eine Frau dargestellt, die sich nicht Gottes, sondern Adams Herrschaft entzieht und im Gegensatz zu Eva resistent gegen den Teufel ist. Sie symbolisiert positiv die gelehrte, starke Frau. In einer anderen Version brachte Lilith als erste Frau Adams Gott dazu, ihr seinen heiligen Namen zu verraten. Der Name verlieh ihr unbegrenzte Macht. Lilith verlangte von Gott Flügel und flog davon.

## Astrologie, Astronomie

Astrologisches Symbol

In der Astrologie bezeichnet „Lilith“ seit Anfang des 20. Jahrhunderts einen „dunklen Zwilling des Mondes“ (auch „Schwarzer Mond“). Diesem entspricht kein realer Himmelskörper, sondern ein spezieller Punkt der Mondbahn.
Der Asteroid (1181) Lilith wurde nach der französischen Komponistin Lili Boulanger (1893–1918) benannt und hat mit der mythologischen Lilith nichts zu tun.

## Rezeption

### Filme, Serien, Spiele und Musik
- Es gibt unterschiedliche Bearbeitungen der Lilith-Sage, zum Beispiel Robert Rossens Film Lilith mit Warren Beatty in der Hauptrolle. Er handelt von einem Therapeuten, der sich in einem Nobelsanatorium einer mysteriösen jungen Frau annimmt und in der Folge unter Wahnvorstellungen leidet.
- Lilith tritt auch in verschiedenen Bearbeitungen als Schöpfung des verstoßenen Engels Luzifer oder als Vampirin auf, so wie als Engel und Urmutter der Menschheit in dem Anime Neon Genesis Evangelion
- In der Serie Supernatural erhält Lilith sogar die Bezeichnung des ersten Dämons überhaupt und wird damit in eine Stellung gebracht, die Luzifer beinahe gleichkommt.
- In der amerikanischen Fernsehserie Lucifer wird Lilith als die erste Frau Adams und Mutter aller Dämonen bezeichnet. Außerdem ist sie eine gute Freundin von Lucifer Morningstar, der titelgebenden Hauptfigur der Serie.
- Eine ähnliche Darstellung existiert in dem Film Bordello of Blood der Filmreihe Geschichten aus der Gruft. Dort wird Lilith als die Mutter aller Vampire dargestellt. Ähnlich im Rollenspiel Vampire: Die Maskerade, wo sie Kain, den Stammvater der Vampire, unterrichtet. Des Weiteren findet man sie im Mehrspielermodus des PC-Spiels Diablo 2 – Lord of Destruction als eine der drei Schlüsselbosse.
- In dem Film Fall 39 mit Renée Zellweger tritt Lilith als (von einem Dämon besessenes?) Kind auf.
- In der Netflix-Serie „The Chilling Adventures of Sabrina“ taucht sie ganz zu Anfang der Serie als mysteriöse Gestalt auf, die Besitz von Sabrinas Lehrerin Ms. Wardwell ergreift. Später wird sie in deren Körper zu einem wichtigen Charakter. In der Serie gilt sie als erste Frau Adams, die auch Luzifer nach seinem Fall vom Himmel geheilt hat, jedoch von ihm nicht den gleichen Respekt zurück erhalten hat.
- In Evil Angel (USA 2009, Regie: Richard Dutcher) tritt Lilith als massenmordender Dämon in Erscheinung.
- Das 2006 erschienene Album Visions of Eden der Band Virgin Steele befasst sich in der Form eines Konzeptalbums mit dem biblischen Lilith-Mythos.
- Das im Jahr 2010 erschienene Album Darkly, Darkly, Venus Aversa der Band Cradle of Filth ist ein Konzeptalbum, welches von Lilith handelt.
- Auf dem Album The Lamb Lies Down on Broadway der Band Genesis wird sie Lilywhite Lilith genannt. Es wird von einer Person erzählt, die es durch einen „Tunnel aus Licht“ an „das andere Ende“ schafft.
- Im Jahr 2011 veröffentlichte die deutsche Electro-Band Nova-Spes mit ihrem Album Pripyat – Home of Lilith ein Konzeptalbum, in dessen Titel Lilith als Nachthexe in direkten Bezug zur ukrainischen Geisterstadt Pripyat gebracht wird. Im Beiheft des Albums wird die Bibel mit ihrem entsprechenden Abschnitt zitiert.
- Erwähnung findet die Figur im Song Walpurgisnacht der Band Faun.
- In der amerikanischen Serie True Blood tritt Lilith als die Göttin der Vampire auf.
- In der israelischen Fernsehserie Split ist Lilith die Dämonenkönigin. Sie ist die Hauptgegnerin in der zweiten Staffel der Serie.
- Im PC-Spiel Darksiders tritt Lilith als Samaels Geliebte auf.
- In der PC-Spielreihe Diablo tritt Lilith als Tochter von Mephisto und Schöpferin von Sanktuario auf.
- In der Computerspielreihe Borderlands tritt Lilith als eine Sirene auf, ein Mensch mit übernatürlichen Kräften.
- Die Alben Die Liebe Gottes und Tineoidea der Band Samsas Traum sind Konzeptalben, in welchen Lilith eine Hauptrolle spielt.
- In der US-amerikanischen Sitcom Frasier trägt die Exfrau des Protagonisten den Namen Lilith. Ihre Darstellung enthält Anspielungen auf die mythische Figur.
- Im Film Meine teuflisch gute Freundin ist Lilith die Tochter des Teufels, welche Böses tun soll, jedoch Gefühle entwickelt.
- In Melanie Martinez’ Film K-12 tritt Lilith als Verbündete einiger Schüler auf, die ihnen übernatürliche Kräfte verliehen hat.
- In dem Film She never died offenbart die Hauptfigur Lacey, eine obdachlose, unsterbliche Frau mit Engelsflügelnarben zum Schluss des Films, dass ihr wahrer Name Lilith sei.
- In der amerikanischen Serie Shadowhunters tritt Lilith als die Mutter von Idem (Hölle) auf.
- In dem TV-Film Lilith und die Sache mit den Männern (2017) nach der gleichnamigen Erzählung von Inga Lindström stammt die Titelfigur Lilith Larson „aus einem Clan starker, alleinstehender Frauen“,[21] in dem es emanzipatorisch-programmatische Tradition ist, die Namen von Göttinnen zu tragen: Iris, Rhea, Diana, Nike – und eben Lilith. Im Film (bei ca. 20.40 min) erklärt sie ihren Namen: „Lilith war ein Name aus dem Alten Testament. Sie war Adams erste Frau und ihm gleichgestellt, und dann wurde sie aus dem Paradies vertrieben, weil sich geweigert hat, sich ihm zu unterwerfen.“

### Bildende Kunst

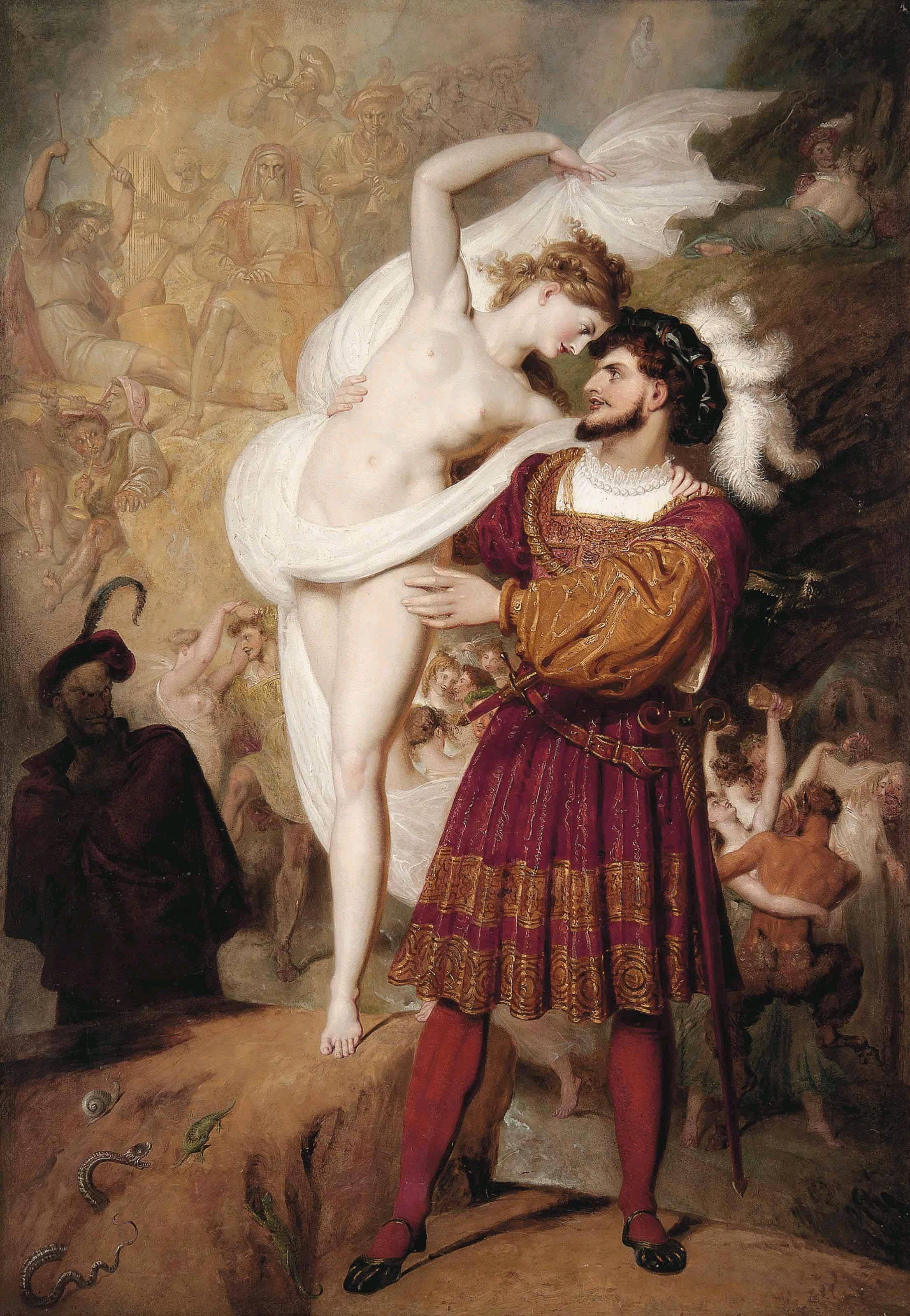
Richard Westall, Faust and Lilith, 1831.

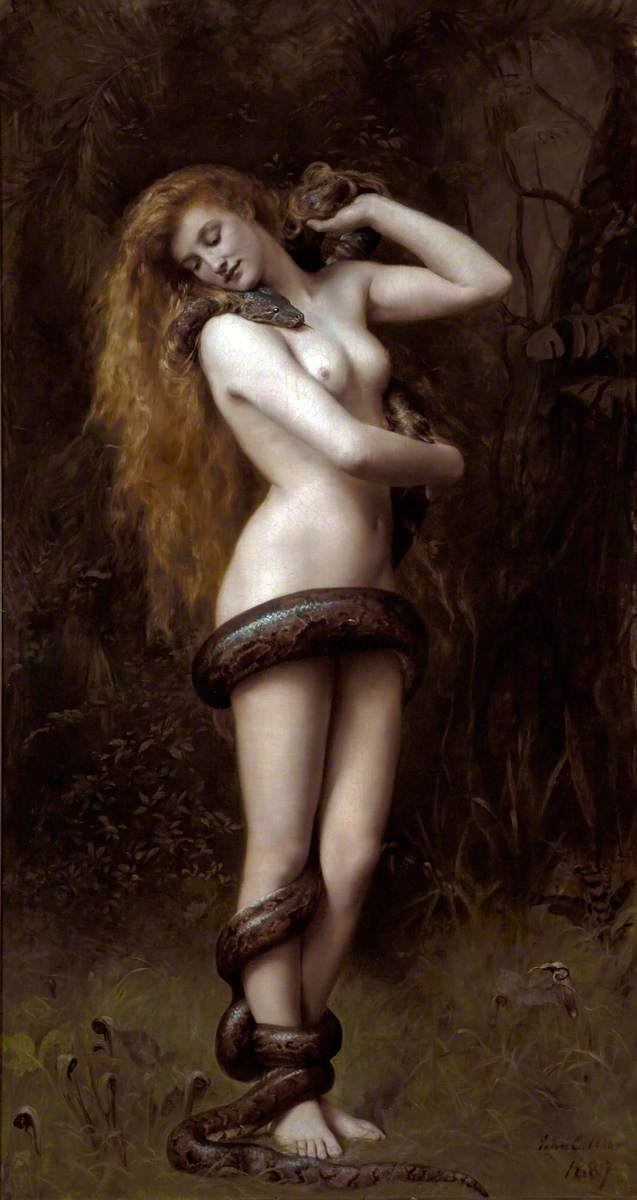
Lilith (1887) von John Collier

Wiederholt hat die Figur der Lilith auch eine Rolle in der Bildenden Kunst gespielt. Ein Höhepunkt dieser Entwicklung war die intensive Rezeption des Fauststoffs im 19. Jahrhundert. Zu den Werken aus dieser Zeit zählt das Gemälde Lilith von John Collier. Im 20. und 21. Jahrhundert gehörte Lilith beispielsweise zu den wiederkehrenden Motiven im Werk Anselm Kiefers.